# Râul Podgoria Copou
Râul Podgoria Copou  este un curs de apă, afluent al râului Bahlui. 
Acest pârâu curge prin apropierea  Mânăstirii Podgoria Copou, ulterior îndreptându-se spre teritoriul Grădinei Botanice din Iași . În această zonă,  pârâiașul Podgoria Copou este barat cu un dig de 4m lățime, formând astfel un iaz cu un biotop specific , numeroase rațe sălbatice, dar și alte specii de păsări staționând acolo. Uneori, pot fi observați și nuferi pe suprafața lacului, constituind o priveliște deosebită, acest iaz fiind una dintre atracțiile Grădinii Botanice din Iași. După ce părășește teritoriul Grădinii Botanice , râul îsi continuă cursul spre sud  pentru a se vărsa în râul Bahlui. 
În perioadele mai secetoase , se mai poate întâmpla ca râul Podgoria Copou să sece, debitul acestuia variind destul de mult în funcție de condițiile climatice.

## Imagini

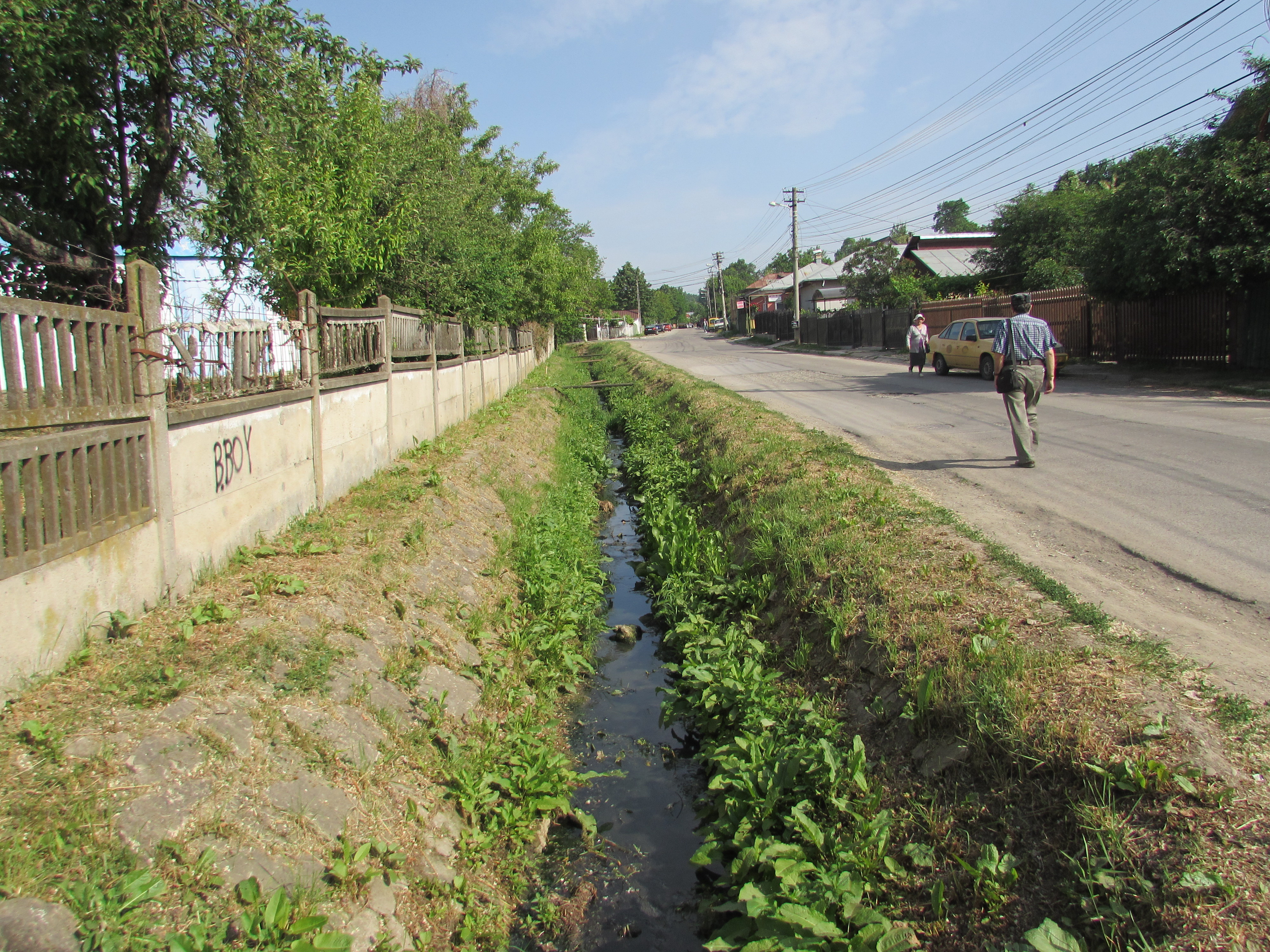
Râul Podgoria Copou în zona orașului Iași
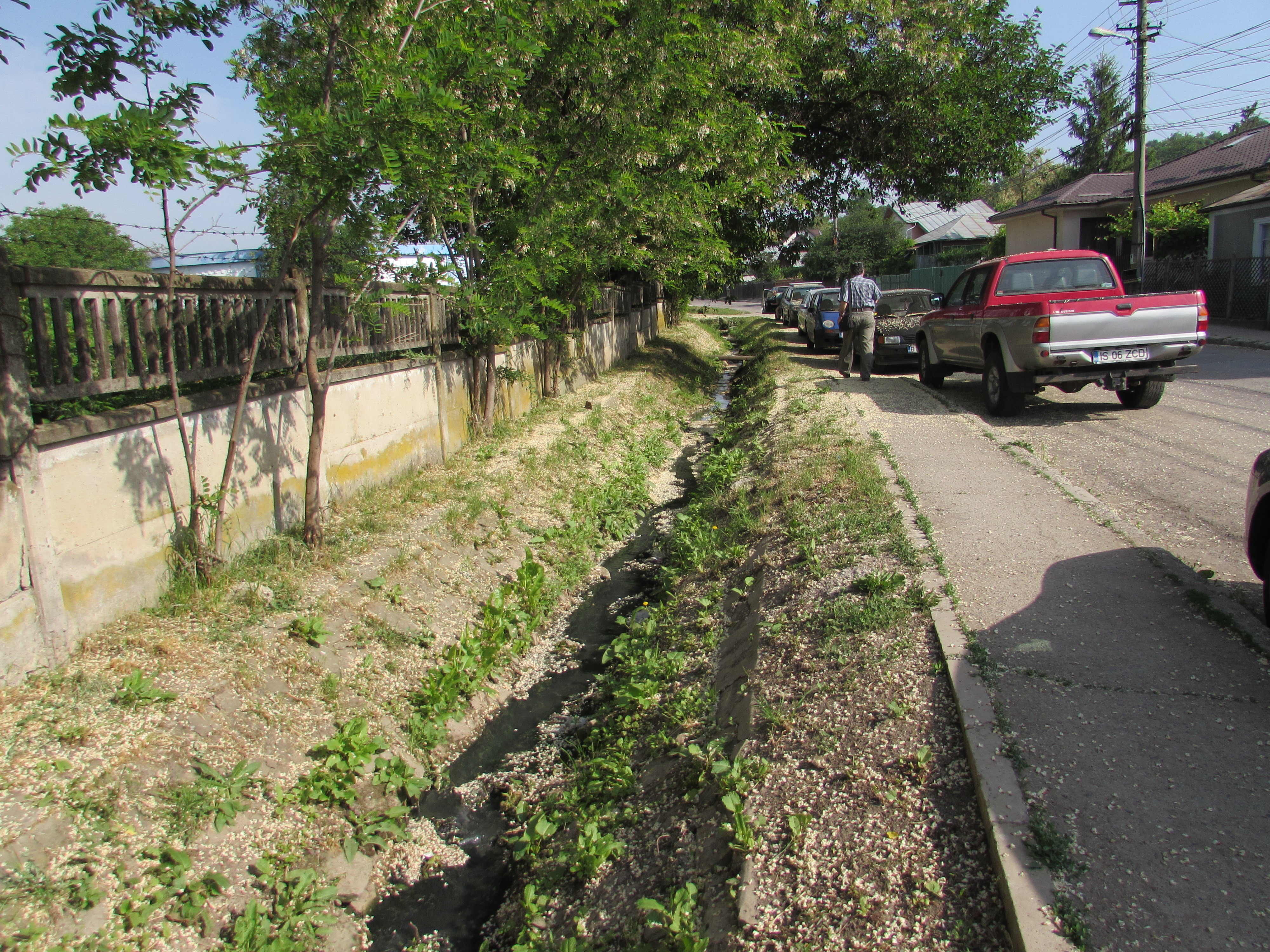
Râul Podgoria Copou în zona orașului Iași